# Super Duplo T
Duplo T foi a bola de futebol produzida para uso na Copa do Mundo FIFA de 1950 realizada no Brasil.

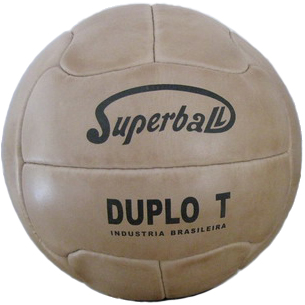
Superball Duplo T, fabricada no Brasil, como indica a inscrição abaixo da Indústria Brasileira.

A primeira final pós-guerra via ainda o uso da tradicional bola de 12 gomos, mas com bordas curvas para criar menos tensão nas costuras. De novo, as bolas usadas nas finais teriam sido feitas por fabricantes locais. A válvula de inflar a bola estreia em mundiais.
Dizem que era pesada, principalmente quando o couro era encharcado pela chuva, mas não há registro sobre o peso exato. A bola garantiu um momento histórico aos EUA que venceram os ingleses por 1X0. A bola foi guardada como um souvenir e pode ser vista no Hall da Fama do Futebol, no Texas.
Foi fabricada pela marca Superball, que o nome faz referência a primeira bola fabricada no Brasil, a Superball, de 1931. Em 1950, a loja de material esportivo brasileira tinha uma fábrica em São Cristóvão, na Zona Norte do Rio, onde eram feitas as bolas Superball Duplo T, além de uma unidade no Centro do Rio e outra no Centro de Niterói, na Rua José Clemente. Hoje, é no número 83 da Rua Aurelino Leal, também no Centro de Niterói, que funciona a Superball, uma loja pequena. É nesse endereço que está o último guardião desta memória: o vendedor Arnaldo Braga, que trabalha na loja há 53 anos. E relatou como após a Copa do Mundo de 1950, a bola ainda foi amplamente utilizada pelos times cariocas.